# 横山城 (尾張国)
横山城（よこやまじょう）は、愛知県瀬戸市にあった日本の城（平城）。

## 概要
市の西部、旧瀬戸街道北側に存在した城で、都市開発により田端公園や宅地になっている。尾張国今村城主・松原広長の重臣、横山氏の居城であった。